# 海堂尊
海堂 尊（かいどう たける、本名：非公開、1961年12月21日 -）は、日本の作家、医師、博士（医学）（千葉大学）。外科医、病理医を経て、現在は執筆業に専念。福井県立大学・客員教授。放射線医学総合研究所・重粒子医科学センター病院の病理医時代に、Ai（死亡時画像診断）の概念を提唱、Ai学会を創設し、社会導入を進めた。「海堂尊」はペンネームである。
2005年、第4回『このミステリーがすごい!』大賞を受賞し、2006年に受賞作を改題した『チーム・バチスタの栄光』で作家デビュー。「バチスタ」シリーズは多数映像化され、累計1750万部を超える。2008年、Aiの必要性を訴えた『死因不明社会』で科学ジャーナリスト賞を受賞。『ジェネラル・ルージュの凱旋』『ブラックペアン1988』『ジーン・ワルツ』『トリセツ・カラダ』など著書多数。

## 来歴
1961年、千葉県生まれ。千葉県立千葉高等学校に進学し、高校3年までは剣道部中心の生活を送る。高校卒業後、1年の浪人生活を経て、千葉大学医学部医学科に入学。大学では剣道と麻雀に夢中になり、1年留年した。医学部の剣道部で主将を務め、東医体に出場。1988年に千葉大学医学部医学科卒業。同年4月、千葉大学の第1外科（現：臓器制御外科）に入局し、外科医として6年間勤務。1993年4月、千葉大学大学院医学研究科に入学し、病理学を学ぶ。1997年3月、同博士課程修了、博士号取得。学位論文は「血液系細胞株K562におけるTPA誘導CD30抑制機構の解析」。
1997年4月より放射線医学総合研究所・重粒子医科学センター病院（現:量子科学技術研究開発機構・QST病院）に病理医として勤務し、病理解剖（亡くなった患者を解剖し、病巣を摘出し標本にしてから死因や治療効果などを検証する仕事）を行った。千葉大学医学部・非常勤講師も務めた。2000年2月から、オートプシー・イメージング（Ai＝死亡時画像病理診断、CTやMRI等を使用した画像診断で、死亡診断を行う）に取り組み始め、Aiの重要性と社会制度への導入を訴えた。Ai関連医学書は本名で著していた。2003年にAi学会を作った。
2005年、Aiの社会導入が閉塞状態に陥っていた43歳の時、トリックを思いついたので小説『チーム・バチスタの栄光』を書き、それが第4回「このミステリーがすごい！」大賞を受賞した。2006年、受賞作を『チーム・バチスタの栄光』に改題して作家デビュー。小説は、大学院時代に瀬名秀明の『パラサイト・イヴ』を読み、自分にも書けると思って書いたが、5枚しか書けなかったことがある。子どもの頃から「本を1冊書く」「書店に並んだ自分の本を見る」のが夢だったが、作家になりたいのではなかったため、3部作を書いたら引退するつもりだった。しかし、受賞後は依頼が次々と来て、引退するきっかけを失ったとしている。
2009年、Ai研究を巡る言及で、深山正久・東大教授から名誉毀損で提訴された。
同年、オートプシー・イメージング学会の学会誌に、同学会サイトに掲載された1000字提言が掲載されるのが常であったにもかかわらず、海堂の提言のみを1人の理事が独断で不掲載にした疑いがあるとして言論封殺と批判した。問題の理事は、後に、学会誌との整合性を取るためとしてサイト上の提言も削除しようとするが、理事会で満場一致で否決されている。
2010年3月、前年のAi学会理事会の混乱の責任を取るという名目で、海堂はAi学会理事から退く。一連の混乱の原因は、Aiの導入に当たって、病理医学会が主導権を取れば、もともと病理解剖にすら予算が付かない状況下で、放射線科医が無償奉仕を強いられる形になり、法医学学会が主導権を取れば、Aiで得られたデータが、警察・検察の捜査情報として秘匿・隠蔽される危険性があることから、Aiの提唱者である海堂自身は、読影を行う放射線科医が中心となるべきであると提唱していたが、その主導権争いに端を発していることを、海堂は指摘している。。また、理事を辞任した後も、同学会や一般財団法人Ai情報センターとの良好な関係は続いており、2020年に再度、理事会の混乱があり、瓦解の危機が起こったときは、創立者として、正常化のために尽力している。
2014年からは、放射線医学総合研究所の非常勤医として、ほぼ専業作家になっている。
私生活では1994年に結婚し2児の父。特技は県立千葉高校から始めた剣道（3段）。また、中学以来、将棋の熱心なファンであり、2012年、第70期名人戦第一局の観戦記を執筆した。

## 受賞・候補歴
- 2005年 - 『チーム・バチスタの栄光』で第4回『このミステリーがすごい!』大賞受賞。
- 2008年
  - 『死因不明社会』で科学ジャーナリスト賞受賞。
  - 『ブラックペアン1988』で第21回山本周五郎賞候補。
- 2010年 - 『マドンナ・ヴェルデ』で第23回山本周五郎賞候補。
- 2011年 - 『ブレイズメス1990』で第32回吉川英治文学新人賞候補。

## 作風
メディカルエンターテイメント作家として活動する。全ての作品が東海地方の架空の地方都市である「桜宮市」を中心に舞台設定を共有する。それらの作品間リンクに伴い、別作品のキャラクターがクロスオーバーして度々登場し、各作品はそれぞれ血縁関係者や背景が関わっている。
単行本から文庫化の際には、読みやすさを重視して改訂し、「螺鈿迷宮」では約1割の減量化がされ、「イノセント・ゲリラの祝祭」では（同じ時系列、同じ主要登場人物で）別作品である「東京都二十三区内外殺人事件」を内部に組み入れる形で再構成がなされている。
業界屈指の速筆として知られる。執筆の際、BGMとしてJ-POPなどを流し、本人はそれをテーマ・ソングと呼んでいる。

## エピソード

### 深山正久・東大教授への批判
Ai（死亡時画像診断）については東京大学大学院医学系研究科人体病理学・病理診断学分野の深山正久教授も研究しているが、これを「Ai導入に反対の立場で研究を行い、Aiの普及、発展を阻害してきた」と指摘し、日経メデイカルオンラインのブログと宝島社のサイト内で「病理学会上層部と官僚の癒着による学業業績剽窃事件」「先行研究を無視した暴挙で、『盗作』に等しい」などと主張したため、深山教授に名誉毀損で330万円の損害賠償を求める訴えを起こされた（記事を掲載した日経BPと宝島社も提訴された）。
深山教授は、「内容は虚偽。取材を一切受けておらず、ずさんな手法は悪質で違法性が高い。公正な言論活動の枠を超えている」と主張し、海堂は「提訴は言論封殺が目的」と主張した。一審では「記述が真実と認めるに足る証拠はない」として名誉棄損を認定し、海堂に110万円の支払いを命じた（2010年1月18日）。判決後、記者会見で海堂は、「問題提起で、深山氏をひぼう中傷するものではない。裁判ではなく、学術の枠組みで議論すべき問題だ」と話した。
二審でも「盗用の証拠はない」として名誉毀損が認定されて敗訴するが、「ブログの記述は厚生労働省の科学研究費補助金に関する内容で、公益目的が高かった」として60万円に減額された（2011年1月12日）。海堂は最高裁に上告したが2011年7月8日に棄却され、60万円の損害賠償が確定した。
その後、海堂はこの件について複数の著書やインタビューなどで言及し、「裁判後も文化的組織から講演依頼があるので、社会からの判決は無罪」「どちらが社会的に正しかったかは答えが出ている」「裁判後に批判した内容に反論がないので主張は事実だった」といった内容を語っており、また裁判については「裁判官の日本語能力の低さ」を批判している。海堂は、ブログなどで多くの人を実名で批判してきたが、以前にも日経メディカルオンラインのブログで千葉大学法医学の教授を批判し、日経BPが記事を削除したことがある。

## 作品

### 小説

#### 田口・白鳥シリーズ
作者はこのシリーズを「東城大学シリーズ」としている。
- チーム・バチスタの栄光（2006年1月 宝島社 / 2007年11月 宝島社文庫【上・下】 / 2015年9月 宝島社文庫【新装版】）- 受賞時名は「チーム・バチスタの崩壊」
- ナイチンゲールの沈黙（2006年10月 宝島社 / 2008年9月 宝島社文庫【上・下】 / 2015年11月 宝島社文庫【新装版】）
- ジェネラル・ルージュの凱旋（2007年4月 宝島社 / 2009年1月 宝島社文庫【上・下】 / 2016年1月 宝島社文庫【新装版】）
- イノセント・ゲリラの祝祭（2008年11月 宝島社 / 2010年1月 宝島社文庫【上・下】 / 2016年5月 宝島社文庫【新装版】）
- ジェネラル・ルージュの伝説 海堂尊ワールドのすべて（2009年2月 宝島社）
  - 【改題】ジェネラル・ルージュの伝説（2010年6月 宝島社文庫） - 文庫版には「疾風─2006」「残照─2007」を併録
- アリアドネの弾丸（2010年9月 宝島社 / 2012年6月 宝島社文庫【上・下】 / 2016年7月 宝島社文庫【新装版】）
- ケルベロスの肖像 （2012年7月 宝島社 / 2014年1月 宝島社文庫）
  - 文庫版には「突然の来訪者」「古巣への帰還」を併録
- カレイドスコープの箱庭（2014年3月 宝島社 / 2015年7月 宝島社文庫）

#### バブル三部作
作者はこのシリーズを「バブル三部作」としている。出版元の講談社は「ブラックペアン」シリーズとしている。
- ブラックペアン1988（2007年9月 講談社 / 2009年12月 講談社文庫【上・下】 / 2012年4月 講談社文庫【新装版】）
- ブレイズメス1990（2010年7月 講談社 / 2012年5月 講談社文庫）
- スリジエセンター1991（2012年10月 講談社 / 2018年3月 講談社文庫）
- プラチナハーケン1980（2024年7月 講談社） - シリーズ前日譚

#### 海堂シリーズ現代篇
作者はこのシリーズを「海堂シリーズ現代篇」としている。
- ジーン・ワルツ（2008年3月 新潮社 / 2010年6月 新潮文庫）
- マドンナ・ヴェルデ（2010年3月 新潮社 / 2013年3月 新潮文庫）
- ナニワ・モンスター（2011年4月 新潮社 / 2014年4月 新潮文庫）
- スカラムーシュ・ムーン（2015年7月 新潮社 / 2018年3月 新潮文庫）

#### 極北篇
- 極北クレイマー（2009年4月 朝日新聞出版 / 2011年3月 朝日文庫【上・下】 / 2013年10月 朝日文庫【新装版】）
  - 【改題】極北クレイマー2008（2019年2月 講談社文庫）
- 極北ラプソディ (2011年12月 朝日新聞出版 / 2013年10月 朝日文庫)
  - 【改題】極北ラプソディ2009（2019年3月 講談社文庫）

#### ポーラースター・シリーズ
出版元の株式会社文藝春秋は「ポーラースター・シリーズ」シリーズとしている。
- ポーラースター ゲバラ覚醒（2016年6月 文藝春秋）
  - 【改題】ゲバラ覚醒 ポーラースター1（2019年2月 文春文庫）
- ゲバラ漂流 ポーラースター（2017年10月 文藝春秋）
  - 【改題】ゲバラ漂流 ポーラースター2（2019年3月 文春文庫）
- フィデル誕生 ポーラースター3（2019年3月 文春文庫）
- フィデル出陣 ポーラースター（2020年7月 文藝春秋）

#### コロナ三部作
- コロナ黙示録（2020年7月 宝島社）[49][50][51]
  - 【改題】コロナ黙示録 2020災厄の襲来（2022年7月 宝島社文庫）
- コロナ狂騒録（2021年9月 宝島社）[52][53][54]
  - 【改題】コロナ狂騒録 2021五輪の饗宴（2022年7月 宝島社文庫）
- コロナ漂流録（2023年4月 宝島社）[55]
  - 【改題】コロナ漂流録 2022銃弾の行方（2024年3月 宝島社文庫） - 文庫版の解説は、作中に登場する「万田ナイト」のモデル・鈴木エイトが執筆した[56]。

#### その他の小説
- 螺鈿迷宮（2006年11月 角川書店 / 2008年11月 角川文庫【上・下】 / 2013年7月 角川文庫【新装版】）
- 夢見る黄金地球儀（2007年10月 東京創元社ミステリ・フロンティア / 2009年10月 創元推理文庫）
  - 【改題】黄金地球儀2013（2019年5月 講談社文庫）
- 医学のたまご（2008年1月 理論社ミステリーYA! / 2020年4月 角川文庫）
  - 医学のひよこ（初出：小説 野性時代2020年5月号 / 2021年5月 角川書店 / 2023年7月 角川文庫）
  - 医学のつばさ（初出：小説 野性時代2020年11月号 / 2021年6月 角川書店 / 2023年7月 角川文庫）
- ひかりの剣（2008年8月 文藝春秋 / 2010年8月 文春文庫）
  - 【改題】ひかりの剣1988（2024年7月 講談社文庫）
- モルフェウスの領域（2010年12月 角川書店 / 2013年6月 角川文庫）
- 玉村警部補の災難（2012年2月 宝島社 / 2015年6月 宝島社文庫）
  - 東京都二十三区内外殺人事件（初出：『このミステリーがすごい! 2008年版』）
  - 青空迷宮（初出：『このミステリーがすごい! 2009年版』）
  - 四兆七千億分の一の憂鬱（初出：『このミステリーがすごい! 2010年版』）
  - エナメルの証言（初出：『このミステリーがすごい! 2012年版』）
- 輝天炎上（2013年1月 角川書店 / 2014年2月 角川文庫）
- ガンコロリン（2013年10月 新潮社）
  - 【改題】ランクA病院の愉悦（2016年5月 新潮文庫）
    - 健康増進モデル事業（初出：『小説新潮』2012年6月号）
    - 緑剝樹の下で（初出：『小説現代』2010年12月号）
    - ガンコロリン（初出：『小説新潮』2013年6月） - 「ガンコロリン騒動記」より改題
    - 被災地の空へ（初出：『小説新潮』2011年11月号） - 「被災地の空へ DMATのジェネラル」より改題
    - ランクA病院の愉悦（初出：『小説新潮』2013年10月号） - 「全自動診断装置・トロイカ君」より改題
- アクアマリンの神殿（2014年7月 角川書店 / 2016年6月 角川文庫）
- 玉村警部補の巡礼（2018年4月 宝島社 / 2020年11月 宝島社文庫）
  - 阿波 発心のアリバイ（初出：『このミステリーがすごい!』大賞作家 書き下ろしBOOK vol.8）
  - 土佐 修行のハーフ・ムーン（初出：『このミステリーがすごい!』大賞作家 書き下ろしBOOK vol.9） - 「修行のタイムリミット」より改題
  - 伊予 菩提のヘレシー（初出：『このミステリーがすごい!』大賞作家 書き下ろしBOOK vol.19）
  - 讃岐 涅槃のアクアリウム（初出：『このミステリーがすごい！』大賞作家書き下ろしBOOK vol.20）
- 氷獄（2019年7月 角川書店 / 2021年7月 角川文庫）
  - 双生（初出：『小説 野性時代』2015年3月号） - 「鉄仮面の微笑」より改題
  - 星宿（初出：『小説 野性時代』2017年5月号） - 「オレンジの星座」より改題
  - 黎明（初出：『小説 野性時代』2018年5月号） - 「絶望の海、希望の星」より改題
  - 氷獄（初出：『小説 野性時代』2019年5月号）
- 奏鳴曲 北里と鷗外（2022年2月 文藝春秋 / 2024年7月 文春文庫）
- 蘭医繚乱 洪庵と泰然（2024年10月 PHP研究所）

#### 単著未収録短編
- 『真説・リョーマ伝』縁起（『「このミステリーがすごい!」大賞STORIES』）
- 十枚のエチュード（『「このミステリーがすごい!」大賞10周年記念 10分間ミステリー』）
- コマンダンテの海（『オール讀物』2012年2月号、3月号）
- 司法解剖・所得倍増計画 (『小説 野性時代』2014年2月号）
- カシオペアのエンドロール（『このミステリーがすごい! 4つの謎』）

#### 単著未収録作品
- チェ・ゲバラ、その生と死（『このミステリーがすごい！』大賞作家書き下ろしBOOK vol.1～vol.3[57]）

### 小説以外の著作
- 死因不明社会 Aiが拓く新しい医療（2007年11月 講談社ブルーバックス）
- 外科医 須磨久善（2009年7月 講談社 / 2011年7月 講談社文庫）
- トリセツ・カラダ カラダ地図を描こう（2009年11月 宝島社 / 2019年6月 宝島社新書 / 2025年3月 宝島社【新装版】）
- ゴーゴー・Ai アカデミズム闘争4000日（2011年3月 講談社）
- 死因不明社会2 なぜAiが必要なのか（2011年8月 講談社ブルーバックス）
- 医療防衛 なぜ日本医師会は闘うのか（2012年3月 角川oneテーマ21新書）
- 日本の医療 この人を見よ 「海堂ラボ」vol.1（2012年4月 PHP新書）
- ほんとうの診断学 「死因不明社会」を許さない（2012年5月 新潮選書）
- 日本の医療 この人が動かす 「海堂ラボ」vol.2（2013年4月 PHP新書）
- トリセツ・ヤマイ ヤマイ世界を俯瞰する（2013年5月 宝島社）
- 日本の医療 知られざる変革者たち 「海堂ラボ」vol.3（2014年2月 PHP新書）
- いまさらですが、無頼派宣言。（2014年11月 宝島社）
- 死因不明社会2018（2018年7月 講談社文庫）
- 北里柴三郎 よみがえる天才7 （2022年3月 ちくまプリマー新書）
- 森鴎外 よみがえる天才8（2022年4月 ちくまプリマー新書）

### 共著
- 作家たちのオリンピック 五輪小説傑作選（2018年9月 PHP文芸文庫）
  - 平和的祭典北京五輪（初出：『『オール讀物』2009年1月号）
- 医療ミステリーアンソロジー ドクターＭ（2020年7月 朝日文庫）
  - エナメルの証言（初出：『このミステリーがすごい！ 2012年版』）
- 医療ミステリーアンソロジー ドクターＭ ポイズン（2021年11月 朝日文庫）「ガンコロリン」

### 編纂
- 松本清張傑作選 暗闇に嗤うドクター 海堂尊オリジナルセレクション（2009年4月 新潮社 / 2013年1月 新潮文庫）

### 監修
- 救命 東日本大震災、医師たちの奮闘（2011年8月 新潮社 / 2014年3月 新潮文庫）

### Ai関連医学書
- 100万人のオートプシー・イメージング(Ai)入門（2005年3月 篠原出版新社）
- オートプシー・イメージング 画像解剖（2004年6月 文光堂、塩谷清司との共著）

### 論文
- - CiNii Research

## メディア・ミックス

### 映画
- チーム・バチスタの栄光（2008年2月9日公開、配給：東宝、監督：中村義洋、主演：竹内結子）
- ジェネラル・ルージュの凱旋（2009年3月7日公開、配給：東宝、監督：中村義洋、主演：竹内結子）
- ジーン・ワルツ（2011年2月5日公開、配給：東映、監督：大谷健太郎、主演：菅野美穂）
- チーム・バチスタFINAL ケルベロスの肖像（2014年3月29日公開、配給：東宝、監督：星野和成、主演：伊藤淳史）

### テレビドラマ
フジテレビ系
- チーム・バチスタの栄光（2008年10月14日 - 12月23日、全11話、主演：伊藤淳史）
- チーム・バチスタの栄光SPECIAL〜新たな迷宮への招待〜（2009年9月15日、主演：伊藤淳史）
- チーム・バチスタ第2弾 ナイチンゲールの沈黙（2009年10月9日、「金曜プレステージ」枠、主演：伊藤淳史）
- チーム・バチスタ2 ジェネラル・ルージュの凱旋（2010年4月6日 - 6月22日、全12話、主演：伊藤淳史）
- チーム・バチスタSP2011〜さらばジェネラル!天才救命医は愛する人を救えるか〜（2011年1月2日、主演：伊藤淳史）
- チーム・バチスタ3 アリアドネの弾丸（2011年7月12日 - 9月20日、全11話、主演：伊藤淳史）
- チーム・バチスタ4 螺鈿迷宮（2014年1月7日 - 3月18日、全11話、主演：伊藤淳史）

テレビ朝日系
- 外科医 須磨久善（2010年9月5日、主演：水谷豊)

NHK総合テレビ
- マドンナ・ヴェルデ〜娘のために産むこと〜（2011年4月19日 - 5月24日、全6話、「ドラマ10」枠、主演：松坂慶子）
- 極北ラプソディ（2013年3月19日 - 3月20日、全2話、主演：瑛太）

TBS系
- このミステリーがすごい! ベストセラー作家からの挑戦状「カシオペアのエンドロール」（2014年12月29日、主演：藤原紀香）
- ブラックペアン（2018年4月22日 - 6月24日、全10話、「日曜劇場」枠、主演：二宮和也）

- ブラックペアン シーズン2（2024年7月7日 - 9月15日、全10話、「日曜劇場」枠、主演：二宮和也、原作：『ブレイズメス1990』『スリジエセンター1991』）

### 漫画
- チーム・バチスタの栄光（作画：佐藤いづみ、2008年1月 宝島社 / 2012年7月 宝島社文庫）
- ジェネラル・ルージュの凱旋（作画：高遠るい、2009年2月 宝島社 / 2012年7月 宝島社文庫）

### コンピュータゲーム
- チーム・バチスタの栄光〜真実を紡ぐ4つのカルテ〜（2008年12月 ハドソン）

## 出演
- 海堂ラボ
- チーム・バチスタの栄光 最終話（2008年12月23日、フジテレビ）
- 芸能界麻雀最強位決定戦 THEわれめDEポン（#100、フジテレビONE）
- タイプライターズ〜物書きの世界〜（2021年12月18日、フジテレビ）
- ブラックペアン2 第4話（2024年7月28日、TBS）カメオ出演

### 記事主題の関係者による情報源
1. 1 2 3 4 5  海堂尊『いまさらですが、無頼派宣言。』宝島社、2014年11月10日。ISBN 978-4800233172。
2. ↑  “海堂ニュース”.   海堂尊公式ホームページ　宝島社 (2012年2月17日). 2024年2月13日閲覧。
3. 1 2  “海堂ニュース”.   海堂尊公式ホームページ　宝島社 (2012年8月8日). 2024年2月15日閲覧。
4. ↑  “2008.04.21【海堂ニュース!　14】学会上層部と官僚の癒着による学術業績剽窃事件”.   海堂尊ホームページ　宝島社 (2008年4月21日). 2024年2月15日閲覧。
5. ↑  “海堂ニュース”.   海堂尊公式ホームページ　宝島社 (2014年8月25日). 2024年2月15日閲覧。
6. ↑  “海堂ニュース”.   海堂尊公式ホームページ　宝島社 (2008年10月29日). 2024年2月15日閲覧。
7. ↑  “海堂ニュース”.   海堂尊公式ホームページ (2012年1月10日). 2024年2月13日閲覧。
8. ↑  “海堂ニュース”.   海堂尊公式ホームページ　宝島社 (2012年8月8日). 2024年2月13日閲覧。
9. ↑  “海堂ニュース”.   海堂尊公式ホームページ　宝島社 (2013年2月1日). 2024年2月13日閲覧。